# Scorpaena cardinalis
Scorpaena cardinalis — риба родини скорпенових (Scorpaenidae). Рифова риба, що сягає 18.0 см довжиною.

## Ареал
Зустрічається у морських водах вздовж узбережжя Австралії та Нової Зеландії.